# Jan Keessen
Jan Keessen (Aalsmeer, 5 december 1903 – Amsterdam, 3 februari 1992 ) was een Nederlands violist.

## Jan Keessen
Hij was zoon van boomkweker Jan Keessen en Matje Keessen. Hijzelf was getrouwd met Sijtje Blaauw.
Hij kreeg zijn muziekopleiding van Ferdinand Helmann, Francis Koene en Louis Zimmermann. Hij werd in 1925 violist en tweede concertmeester van het Utrechts Stedelijk Orkest, maar had al opgetreden met plaatselijke orkesten. Hij was toen ook docent aan het Conservatorium van Utrecht waar hij onder meer Frans van Bergen afleverde. Hij speelde toen ook viool in het Hartvelt Kwartet van Piet Hartvelt. Vanaf 1 september 1943 werd hij violist en tweede concertmeester in het Concertgebouworkest. Met dat orkest trad hij tussen 1943 en 1958 meer dan dertig keer op als solist in werken van bijvoorbeeld Edouard Lalo, Ludwig van Beethoven en Camille Saint-Saëns onder dirigenten als Willem Mengelberg, Eduard van Beinum en Otto Klemperer. Hij soleerde ook een keer bij het Rotterdams Philharmonisch Orkest onder leiding van Eduard Flipse (1943).
Samen met cellist Henk van Wezel en pianist Gerard Hengeveld/Hans Henkemans vormde hij jaren het Concertgebouwtrio.

## Tilly Keessen
Dochter Tilly Keessen (1933) werd pianiste opgeleid aan het Amsterdams Conservatorium door Nelly Wagenaar en privé bij Felix Hupka. Zij was onder andere pianist in het Gemini Ensemble en gaf les aan het Conservatorium van Maastricht. Zij was solist in 1958 in het Concertgebouw; dirigent was toen Bernard Haitink; twee jaar later was ze solist in Petroesjka van Igor Strawinsky, dirigent was toen Pierre Monteux.